# ۱۰۰ مایل هاوس
۱۰۰ مایل هاوس (به انگلیسی: 100 Mile House) یک شهرک در کانادا است که در Cariboo Regional District واقع شده‌است.

## خصوصیات
۱۰۰ مایل هاوس ۵۳٫۲۹ کیلومترمربع مساحت و ۱٬۸۸۶ نفر جمعیت دارد و ۹۲۷ متر بالاتر از سطح دریا واقع شده‌است.